# كاستل ديل بيانو
كاستل ديل بيانو هي كومونا ضمن مقاطعة غروسيتو في توسكانا، في وسط إيطاليا.

## تاريخ
عُرفت منطقة كاستل ديل بيانو بأنها مهولة بالسكان في عصور ماقبل التاريخ، حيث بدأ اسم المدينة بالظهور لأول مرة في وثيقة تعود إلى عام 890 بعد الميلاد، وملكت المنطقة عائلة الدوبرانديشي (Aldobrandeschi). في 1175 حتى 1321، وبعد سقوط جمهورية سيينا: أصبحت جزءًا من دوقية توسكانا الكبرى.

## ثقافة
تنقسم المدينة إلى أربعة أحياء، وتشارك الأحياء الأربعة في سباق شعبي (باليو) والذي يقام كل 8 سبتمبر، عُقد سباق باليو لأول مرة في عام 1402.
الأحياء الأربعة:
- بورجو
- مانيومنتو
- بوجيو
- ستورت

## المعالم السياحية الرئيسية
- كييزا ديلا بروبازتورا (كنيسة القرن الخامس عشر)

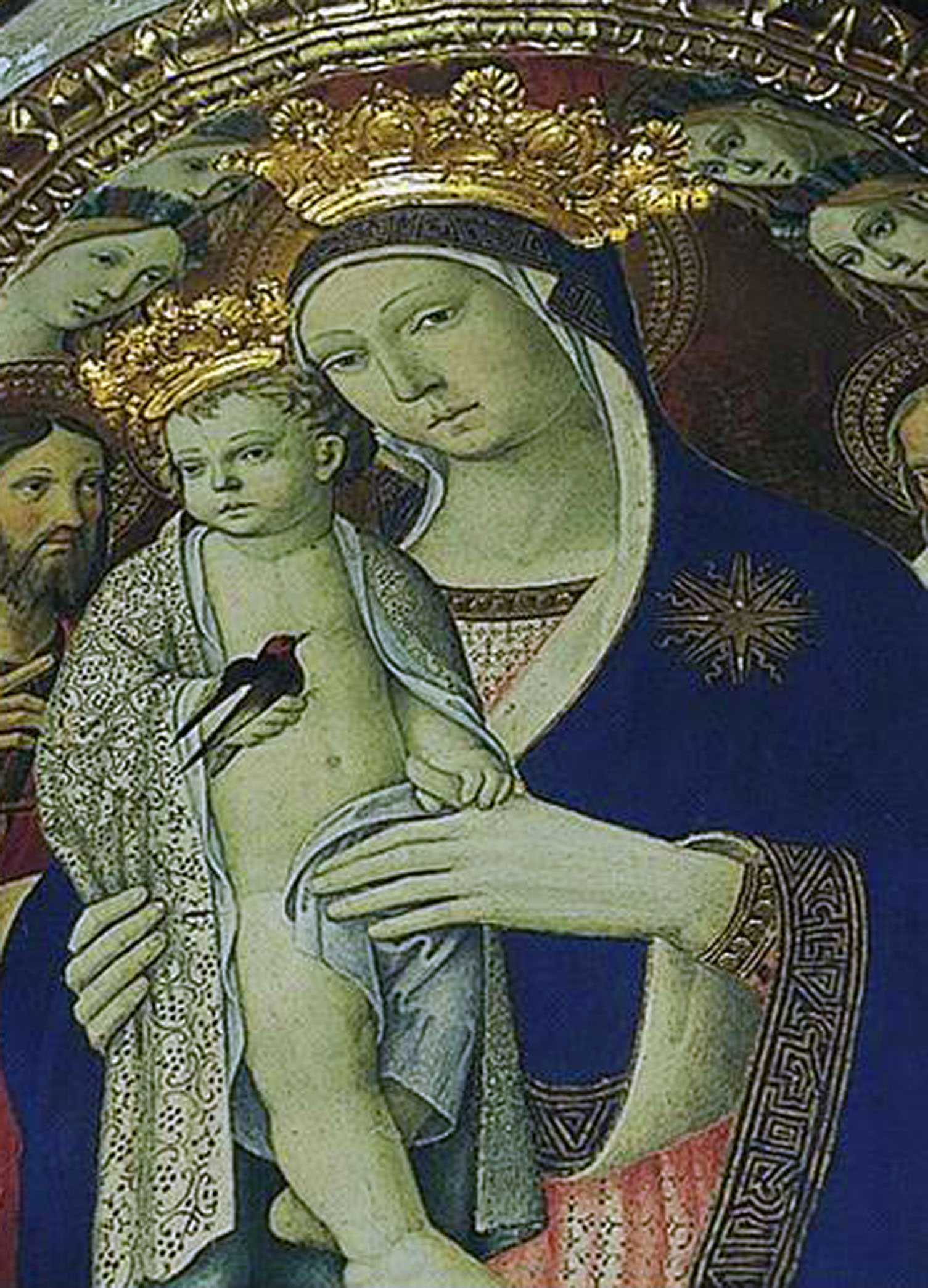
مريم العذراء ويسوع في كنيسة سانتا ماريا ديلي غراتسي.

- كنيسة سانتا ماريا ديلي غراتسي

## فرازيوني
شُكّلت البلدية على يد مدينة كاستل دي بيانو وقرى فراتسيوني من مونتيجيوفي ومونتينيرو دورسيا.

## الحكومي

### قائمة العمد
| عمدة                  | بداية الفصل الدراسي | نهاية المدة    | حزب، حفلة                |
| --------------------- | ------------------- | -------------- | ------------------------ |
| ألفارو جيانيلي        | 1975                | 1985           | الحزب الشيوعي الإيطالي   |
| إيليا فرانشيسكو فورتي | 1985                | 1995           | الحزب الاشتراكي الإيطالي |
| ماريو روتليني         | 1995                | 1999           | حزب الشعب الإيطالي       |
| فرانكو أوليفيري       | 1999                | 2009           | ديمقراطيو اليسار         |
| كلاوديو فرانسي        | 2009                | 2019           | الحزب الديمقراطي         |
| ميشيل بارتاليني       | 2019                | لايزال فالمنصب | سيفيك                    |

## روابط خارجية
- جنوب توسكانا - رسم خريطة لها! معلومات مفيدة عن السفر وآخر الأحداث في كاستل ديل بيانو وجنوب توسكانا